# Annabelle Wallis
Annabelle Wallis, född 25 september 1984 i Oxford, är en brittisk skådespelare, bland annat känd för rollen som Jane Seymour i den tredje och fjärde säsongen av TV-serien The Tudors.

## Filmografi (i urval)
- 2009–2010 – The Tudors (TV-serie) – Jane Seymour (5 avsnitt)
- 2011 – W.E. – Arabella Green
- 2011 – X-Men: First Class – Amy
- 2013 – Peaky Blinders (TV-serie) – Grace Burgess (19 avsnitt)
- 2014 – The Musketeers (TV-serie) – Ninon de Larroque (1 avsnitt)
- 2014 – Annabelle – Mia Form
- 2017 – King Arthur: Legend of the Sword – Maid Maggie
- 2017 – The Mummy – Jenny Halsey
- 2018 – Tag – Rebecca Crosby
- 2021 – Malignant – Madison Mitchell
- 2021 – Silent Night – Sandra
- 2024 – Som uppslukade av natten – Elena
- 2026 – Mercy